# Дикенс (округ)
Округ Дикенс (англ. Dickens County) расположен в США, штате Техас. Официально образован в 1891 году и назван в честь Дж. Дикенса — солдата Техасской революции, погибшего в битве за Аламо (полностью его имя неизвестно). По состоянию на 2000 год, численность населения составляла 2762 человека. Окружным центром является город Дикенс.

## География
По данным Бюро переписи США, общая площадь округа равняется 2344 км², из которых 2342 км² суша и 2 км² или 0,11% это водоёмы.

### Соседние округа
- Кент (юг)
- Кинг (восток)
- Кросби (запад)
- Мотли (север)

## Демография
По данным переписи населения 2000 года в округе проживало 2762 жителей, в составе 980 хозяйств и 638 семей. Плотность населения была 1 человек на 1 квадратный километр. Насчитывалось 1368 жилых дома, при плотности покрытия 1 постройка на 1 квадратный километр. По расовому составу население состояло из 77,62 % белых, 8,18 % чёрных или афроамериканцев, 0,36 % коренных американцев, 0,11 % азиатов, 0,25 % коренных гавайцев и других жителей Океании, 12,35 % прочих рас, и 1,12 % представители двух или более рас. 23,9 % населения являлись испаноязычными или латиноамериканцами.
Из 980 хозяйств 23,1 % воспитывали детей возрастом до 18 лет, 54,6 % супружеских пар живущих вместе, в 7,9 % семей женщины проживали без мужей, 34,8 % не имели семей. На момент переписи 32,4 % от общего количества жили самостоятельно, 17,6 % лица старше 65 лет, жившие в одиночку. В среднем на каждое хозяйство приходилось 2,29 человека, среднестатистический размер семьи составлял 2,89 человека.
Показатели по возрастным категориям в округе были следующие: 18,5 % жители до 18 лет, 10,4 % от 18 до 24 лет, 29,7 % от 25 до 44 лет, 22,4 % от 45 до 64 лет, и 19 % старше 65 лет. Средний возраст составлял 39 лет. На каждых 100 женщин приходилось 130,7 мужчин. На каждых 100 женщин в возрасте 18 лет и старше приходилось 141,9 мужчин.
Средний доход на хозяйство в округе составлял 25 898 $, на семью — 32 500 $. Среднестатистический заработок мужчины был 25 000 $ против 18 571 $ для женщины. Доход на душу населения был 13 156 $. Около 14,1 % семей и 17,4 % общего населения находились ниже черты бедности. Среди них было 21,3 % тех кому ещё не исполнилось 18 лет, и 18,2 % тех кому было уже больше 65 лет.

## Политическая ориентация
На президентских выборах 2008 года Джон Маккейн получил 75,1% голосов избирателей против 24,07% у демократа Барака Обамы.
В Техасской палате представителей округ Дикенс числится в составе 68-го района. Интересы округа представляет республиканец Дрю Спрингер из Манстера.

## Населённые пункты

### Города, посёлки, деревни
- Дикенс
- Спер[англ.]

### Немуниципальные территории
- Макаду
- Афтон

## Образование
Образовательную систему округа составляют следующие учреждения:
- школьный округ Спер[5];

- школьный округ Паттон-Спрингс[6].